# پدرخوانده: قسمت سوم
پدرخوانده: قسمت سوم (به انگلیسی: The Godfather: Part III) فیلمی آمریکایی ساختهٔ فرانسیس فورد کوپولا و نویسندگی ماریو پوزو و فرانسیس فورد کوپولا است. این فیلم در سال ۱۹۹۰ ساخته شده و قسمت آخر از سه‌گانهٔ پدرخوانده است. این فیلم بر پایهٔ رمانی از ماریو پوزو ساخته شده‌است. قسمت سوم پدرخوانده، فیلمی جنایی است به نویسندگی ماریو پوزو و فرانسیس فورد کوپولا که در سال ۱۹۹۰ توسط کوپولا کارگردانی شد. داستان این فیلم بر روی شخصیت مایکل کورلئونه شخصیت مهم از سران مافیا تمرکز دارد که تلاش می‌کند به فعالیت‌های امپراتوری جنایی خود مشروعیت ببخشد.
در این فیلم همچنین دو رویداد واقعی از زندگی و مرگ پاپ ژان پل اول و رسوایی بانکی پاپی در سال‌های ۱۹۷۸–۱۹۸۱ مرتبط با مایکل کورلئونه نشان داده شده‌است. کاپولا و پوزو در ابتدا می‌خواستند عنوان فیلم را «مرگ مایکل کورلئونه» نام گذاری کنند، اما کمپانی پارامونت پیکچرز با این خواسته مخالفت نمود، اما در سال ۲۰۲۰ نسخهٔ جدیدی از قسمت سوم پدرخوانده منتشر شد که نامش پدرخوانده کودا: مرگ مایکل کورلئونه (به انگلیسی: The Godfather Coda: The Death of Michael Corleone) بود. سر جمع فروش فیلم پدرخوانده سه ۱۳۶٫۷۶۶٫۰۶۲ دلار فروش داشته‌است. این فیلم نامزد دریافت هفت جایزه اسکار شد؛ ولی موفق به کسب هیچ‌یک از جوایز اسکار نشد.

## داستان
در ۱۹۷۹ مایکل کورلئونه که در آستانه ۶۰ سالگی‌ست با احساس گناه ناشی از شیوه‌های بی رحمانه‌اش برای رسیدن به قدرت و به خصوص دادن دستور قتل فردو، برادرش، رو به روست. مایکل بخش بزرگی از ثروت عظیمش را وقف خیریه می‌کند. مایکل و کی از همدیگر طلاق گرفته‌اند: فرزندانش آنتونی و مری با کی زندگی می‌کنند.
آنتونی در مهمانی پس از مراسم قدردانی از مایکل کورلئونه، که به دستور پاپ در کلیسای جامع سنت پاتریک قدیم برگزار شده‌است، به پدرش می‌گوید که قصد دارد از مدرسه حقوق بیرون بیاید و خواننده اپرا شود. کی از پسرش حمایت می‌کند، ولی مایکل می‌گوید که مایل است آنتونی اول مدرک حقوق‌اش را بگیرد. بعد از آشکار شدن این ماجرا که کی و آنتونی حقیقت مرگ فردو را می‌دانند جو سنگینی بر مکالمه مایکل و کی حکمفرما می‌شود. وینسنت مانسینی، فرزند نامشروع سانی کورلئونه (برادر بزرگ‌تر مایکل) به مراسم قدردانی می‌رسد. او درگیر دشمنی‌ای با جوئی زاسا است. کانی کورلئونه (خواهر مایکل کورلئونه) ترتیب ملاقات وینسنت و زاسا را می‌دهد، که او وینسنت را حرامزاده می‌خواند و وینسنت گوش زاسا را گاز می‌گیرد. مایکل که به خاطر مزاج آتشین وینسنت به دردسر افتاده ولی از سمتی علاقه‌مند وفاداری بی‌قید و شرط وینسنت شده‌است، موافقت می‌کند که وینسنت را وارد کسب و کار خانواده بکند.

## بازیگران
- آل پاچینو در نقش مایکل کورلئونه
- دایان کیتن در نقش کی آدامز کورلئونه
- تالیا شایر در نقش کانی کورلئونه
- اندی گارسیا در نقش وینسنت کورلئونه
- ایلای والاک در نقش دون آلتوبلو
- جو مانتگنا در نقش جوی زاسا
- جرج همیلتون در نقش بی.جی. هریسون
- بریجیت فوندا در نقش گریس همیلتون
- سوفیا کوپولا در نقش مری کورلئونه
- رف ولونه در نقش کاردینال لامبرتو
- فرانک د امبروسیو[۲] در نقش آنتونی کورلئونه
- دونال دونلی[۳] در نقش اسقف اعظم گیلدای
- ریچارد برایت در نقش آل نری
- ال مارتینو در نقش جانی فونتانه
- هلموت برگر در نقش فردریک کینزیگ
- دان نوولو در نقش دومینیکا بانداندو
- جان سوج در نقش پدر اندرو هاگن
- فرانکو چیتی در نقش کالو
- ماریو دوناتونه در نقش موسکا
- ویتوریو دوسه در نقش دون توماسینو
- انتسو روبوتی در نقش دون لیچو لوک‌کیزی
- میکل روسو[۴] در نقش اسپارا
- رابرت چیکینی[۵] در نقش لو پنینو
- روجریو میراندا[۶] در نقش آرماند
- کارلوس میراندا[۷] در نقش فرانچسکو
- ویتو آنتوئوفرمو در نقش آنتونی اسکویگلیارو
- میکی ناکس[۸] در نقش مارتی پاریسی